# Galicia Black Towers
Galicia Black Towers (español: Torres negras de Galicia) fue un equipo de fútbol americano de Galicia (España).
Compitió durante tres temporadas (2010, 2011 y 2012) en la Liga Portuguesa de Fútbol Americano.

## Historia
El equipo era el resultado de la fusión temporal entre los clubes Teo Black Thunder y Coruña Towers.
- Teo Black Thunder se fundó en 2009 por un grupo de jugadores de flag football tras la celebración del primer campus de fútbol americano en Galicia. El Club San Francisco de Teo mostró su voluntad de incorporar el fútbol americano a su oferta deportiva y las dos partes llegaron a un acuerdo por el cual los Black Thunder pasaron a formar parte del Club San Francisco. De este modo la entidad se convirtió en el primer equipo oficial de fútbol americano en Galicia. El 6 de febrero de 2009, en la sede del Club San Francisco se realizó la presentación oficial del equipo de fútbol americano.

- Coruña Towers se creó en La Coruña también a raíz de la celebración en Ames (La Coruña), en julio de 2008, del I Campus de Iniciación al Fútbol Americano en Galicia, organizado por la recién creada Asociación Gallega de Fútbol Americano (AGFA) e impartido por el entrenador jefe de Gijón Mariners, Jesús Cosíe, y algunos jugadores de su equipo.

Galicia Black Towers aunó los esfuerzos de los dos clubes para poder competir en 2010 en la recién creada Liga Portuguesa de Fútbol Americano (LPFA) con una plantilla amplia. El balance de la primera temporada, en 2010, fue de 5 victorias y 3 derrotas, clasificándose de esta manera para la disputa de las semifinales de la liga. En la temporada 2011 volvieron a participar en la LPFA, con un resultado de 3 victorias y 3 derrotas en la temporada regular, accediendo nuevamente a los play-offs por el título. En la temporada 2012 compitieron de nuevo en la LPFA, terminando con 1 victoria y 5 derrotas.
En marzo de 2012, Galicia Black Towers se disolvió. Coruña Towers seguiría compitiendo en la Liga Gallega de Flag Football y desarrollando su sección de tackle, mientras que Teo Black Thunder pasaría a denominarse San Francisco Teo Football.
En agosto de 2012 varios exjugadores de Galicia Black Towers fundan Santiago Black Ravens para dar continuidad al proyecto de jugar en la liga portuguesa.